# Josef Höhn (Politiker)
Josef Höhn (* 26. Dezember 1881 in Oellingen; † 28. Februar 1961 ebenda) war ein deutscher Richter und Politiker (CDP/CDU).
Höhn studierte Rechtswissenschaften und wurde Landgerichtsdirektor. 
Nach dem Zweiten Weltkrieg trat er der CDP bei, aus der später der rheinland-pfälzische Landesverband der CDU hervorging. Für diese war er 1946/47 Mitglied der Beratenden Landesversammlung.